# Hydriomena radiata
Hydriomena radiata là một loài bướm đêm trong họ Geometridae.